# Lunar Orbiter 5
Lunar Orbiter 5 byla umělá družice Měsíce, vyslaná agenturou NASA v roce 1967. V katalogu COSPAR dostala označení 1967-075A.

## Úkol mise
Družice z USA měla za úkol provést podrobnou fotodokumentaci povrchu Měsíce a pokračovat v práci započaté předchozími misemi Lunar Orbiter 1 až 4.

## Základní údaje
Označení Lunar měla kvůli zvolené orbitě kolem Měsíce. Její váha byla 390 kg vč. paliva. Byla vybavena mj. brzdícím motorem a fotografickým systémem. Dva objektivy umožňovaly snímat detaily z výšky 80 km o velikosti 1 metr. Na film 70 mm se vešlo 200 dvojexpozic, které byly rádiovou cestou odesílány na Zem.
Další známé družice USA s podobným označením byly Lunar Explorer.

## Průběh mise

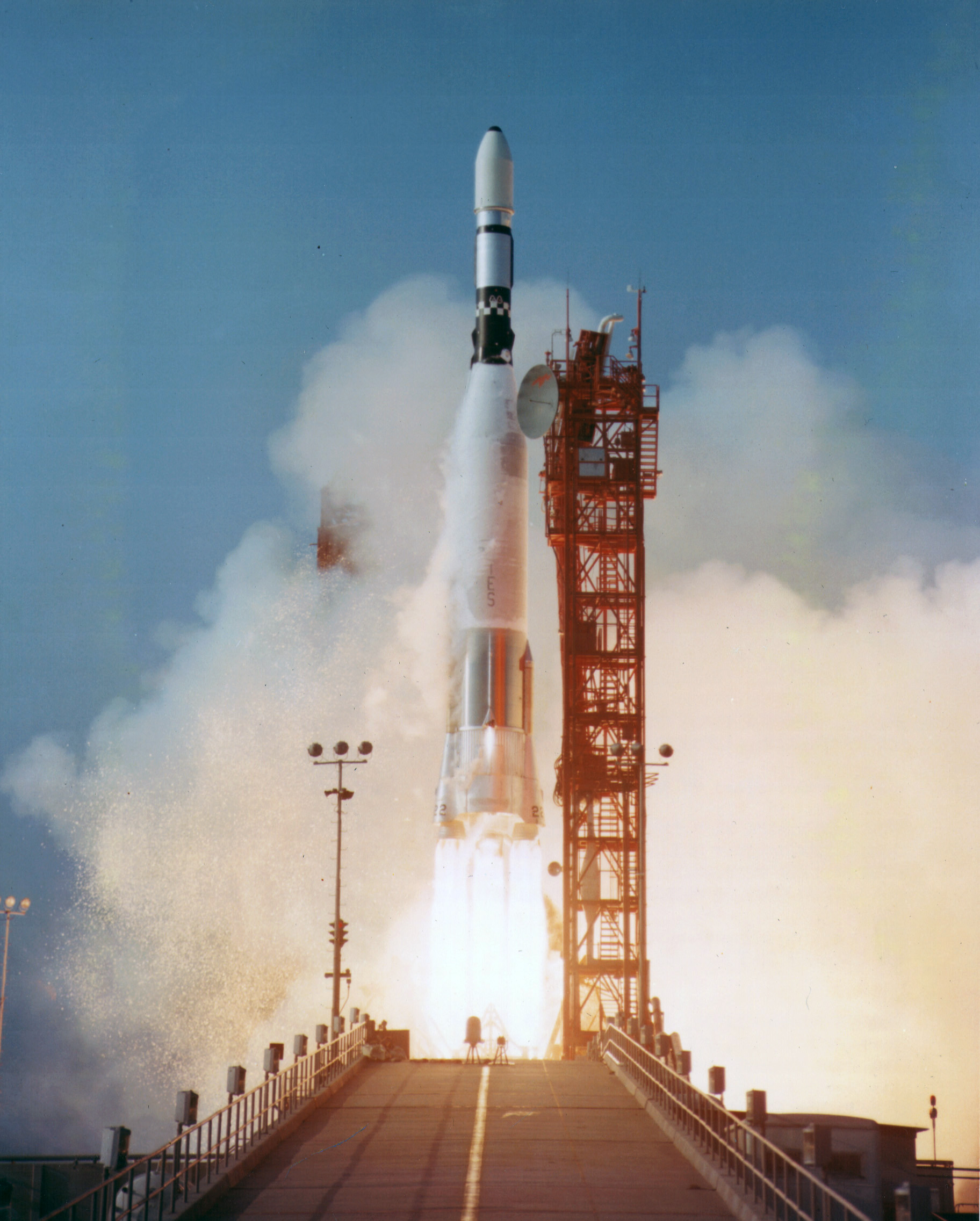
Raketa Atlas Agena startuje z mysu Cap Canaveral s družicí Lunar Orbiter 5

Sonda s raketou Atlas Agena D odstartovala 1. srpna 1967. Byla navedena na orbitální dráhu Měsíce z původně parkovací dráhy u Země. První korekce dráhy byla 3. srpna. Dostala se tak na selenocentrickou dráhu ve výši 96 – 1489 km s dobou oběhu 191 minut a z ní začala s pořizováním 424 ks snímků. Řada z nich patřila plochám určeným pro připravované přistání kosmonautů v rámci programu Apollo, další z nich si vyžádali selenologové – byla tak pořízeny detailní záběry kráterů Koperník, Alphonsus a Aristarchos.
Po vyčerpání pohonných látek potřebných pro změny polohy sondy byl zapálen brzdící motor a sonda skončila volným pádem 1. února 1968 rozbitá na povrchu Měsíce.
Touto misí byl dvouletý program Lunar Orbiter ukončen plným úspěchem. Bylo zmapováno 99% přivrácené a 95% odvrácené strany Měsíce.